# Kostojevići
Kostojevići (srbsky Костојевићи) je vesnice v západní části Srbska, administrativně spadající pod opštinu Bajina Bašta. Vesnice se nachází několik kilometrů od hranice s Bosnou a Hercegovinou, v údolí řeky Rogačica, dále od jejího ústí do Driny. V roce 2011 zde žilo 411 obyvatel, počet obyvatel vsi dlouhodobě klesá.
Z národnostního hlediska je obyvatelstvo v drtivé většině srbské národnosti. Rozvinula se poblíž mostu přes řeku a křižovatky cest, které směřují severně do města Bratunac, východně do města Kosjerić a na jih do Užice. Kostojevići mají svojí základní školu a poštu. Zástavba je soustředěna do relativně úzkého údolí, kde jsou obdělávaná pole, okolní kopce jsou většinou zalesněné.
Jako jedna z mála vesnic v Srbsku využívá ve velkém energii z biomasy.